# Epigenesi (geologia)
Epigenesi o anche sovraimposizione (dal greco epì = dopo/sopra e ghènesis = formazione) indica in geologia la comparsa di caratteristiche che si sono formate dopo le strutture a cui appartengono: sono quindi caratteristiche più giovani, ma non costituiscono strutture separate.
Un esempio frequente è offerto dall'erosione di un fiume che giunge fino al contatto con rocce dure del substrato, senza modificare il suo tracciato nonostante vi siano vicine delle condizioni più  favorevoli. In questo modo il fiume va a scavare una forra o gola, che viene definita valle epigenetica.
Anche i ghiacciai e le effusioni laviche possono dare origine a fenomeni epigenetici.